# Gdańskie (piwo)
Gdańskie – marka jasnego piwa warzonego od 1955 r. do 2001 r. przez browar w Gdańsku Wrzeszczu. Piwo Gdańskie było warzone do 2008 r. przez Grupę Żywiec.

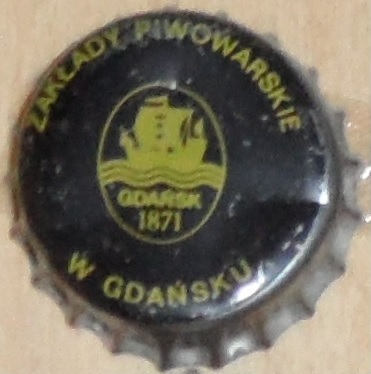
Kapsel browaru gdańskiego, przed 1991
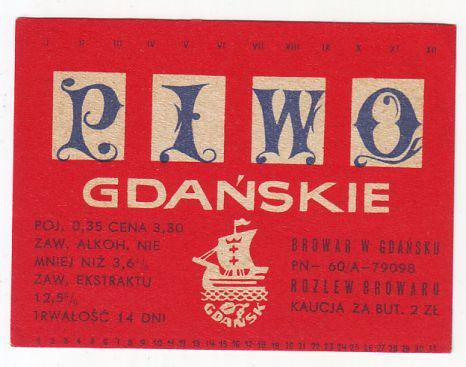
Stara etykieta